# Altera
Altera Corporation era uma empresa fabricante de dispositivos lógicos programáveis, fundada em 1983 e comprada pela Intel Corporation em 2015. Seus principais produtos são as FPGAs Stratix, Arria e Cyclone e o software Quartus II.
O hardware da Altera é programado em VHDL, Verilog, ou ainda em uma linguagem própria AHDL.